# Fluoreszenzradiographie

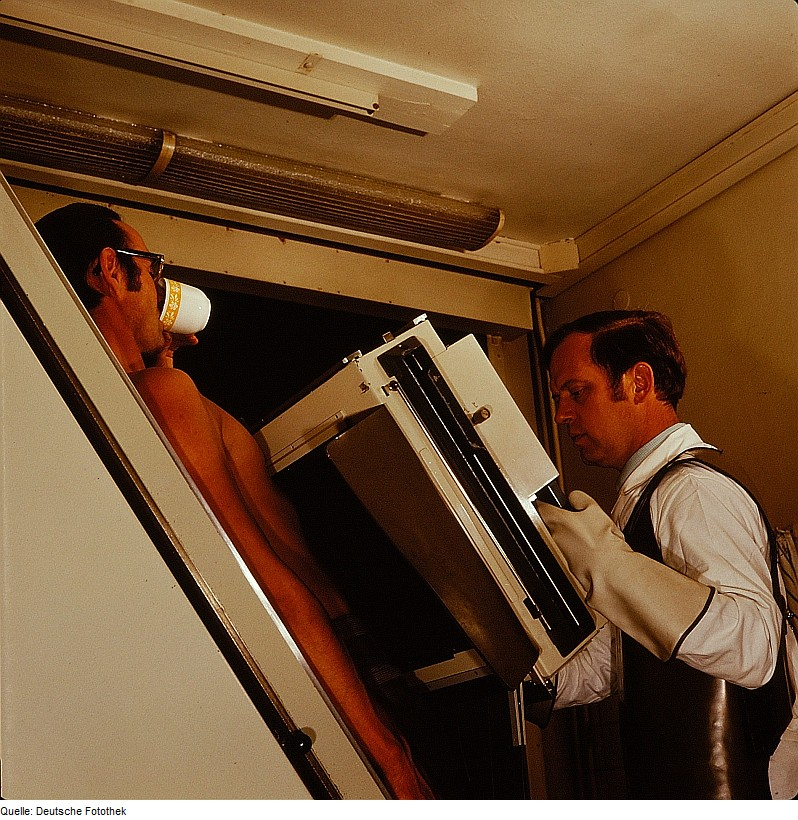
Durchleuchtung, 1977

Fluoreszenzradiographie ist ein älterer Ausdruck für bildgebende Röntgenverfahren, die die durch Röntgenquanten ausgelöste Fluoreszenz einer Leuchtstoffschicht nutzen. Dazu gehören vor allem die klassischen Leuchtschirme, wie sie seit Ende des 19. Jahrhunderts üblich waren und mit Bildverstärkern auch heute noch in Durchleuchtungssystemen verwendet werden (im Englischen heißt die Röntgendurchleuchtung bis heute fluoroscopy). Auch Röntgenfilme wurden vor der Aufnahme in Kassetten mit fluoreszierenden Verstärkerfolien eingelegt, um die zur Schwärzung nötige Strahlendosis zu verringern.

## Geschichte

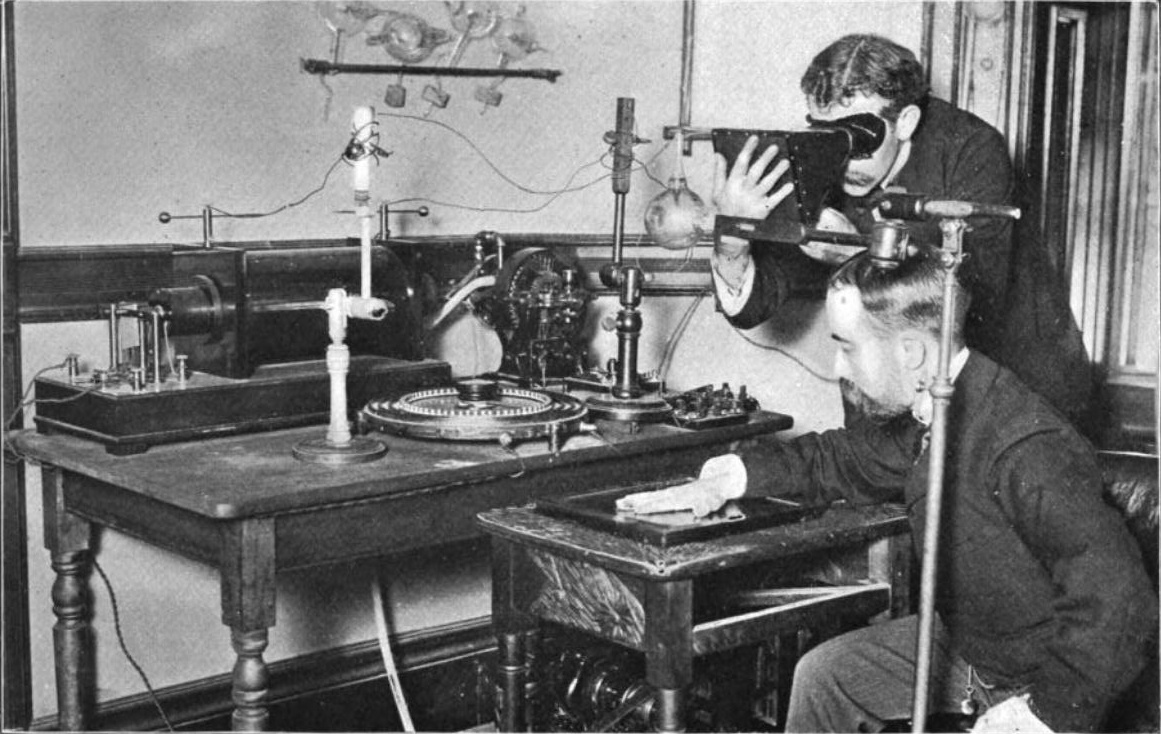
Experiment, 1896

Schon wenige Jahre nach der Entdeckung der Röntgenstrahlung, zu Beginn des 20. Jahrhunderts, waren Leuchtschirme bei Ärzten und in von Physikern betriebenen Röntgenpraxen weit verbreitet. Die Film-Radiographie war damals im Nachteil wegen der langen Belichtungszeiten, Schwierigkeiten der Fotochemie und Verbrauchskosten der beschichteten Glasplatten bzw. der späteren Zelluloidfilme. Die Durchleuchtung war kostengünstiger, schneller und erlaubte bewegte Echtzeitbilder. Kleinere Arztpraxen konnten Archivplatz und Fotolabor sparen. Durch automatisierte Filmentwicklung sowie die aufkommende ärztliche Dokumentationspflicht (die Aufbewahrungspflicht für Röntgenbilder wurde 1941 in der Röntgenverordnung kodifiziert) kehrte sich das Verhältnis schließlich um. Heute gibt es nur noch in Spezialpraxen und Krankenhäusern Durchleuchtungsanlagen.

## Moderne technische Anwendung

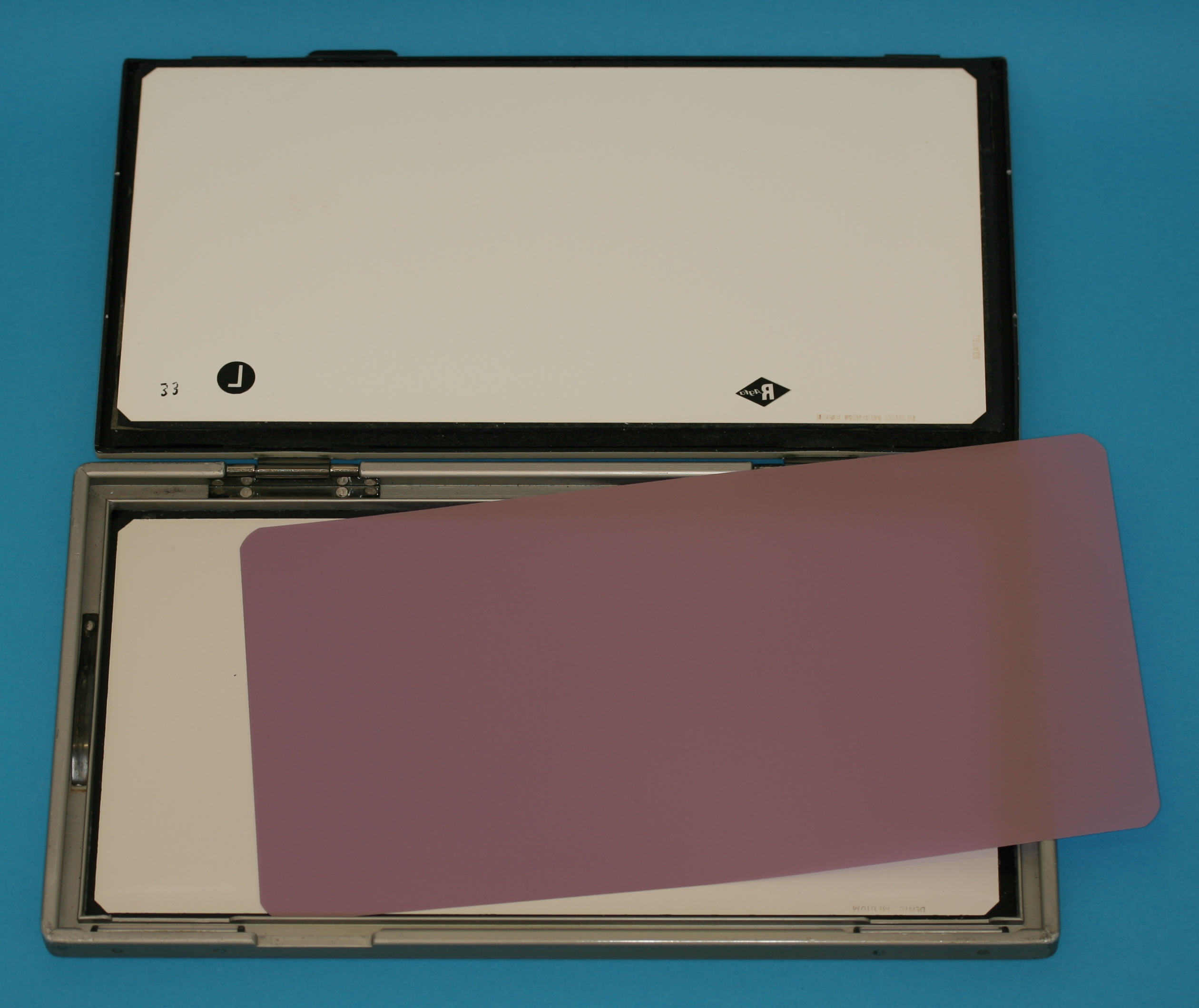
Filmkassette mit Verstärkerfolien

Heute finden sich fluoreszenzradiographische Techniken in vielen Bereichen aktueller Röntgenverfahren. In Röntgenfilmkassetten liegen vor und hinter dem Röntgenfilm sogenannte Verstärkerfolien meist aus Calcium-Wolframat. Wenn Röntgenstrahlung durch den Film tritt und ihn belichtet, trifft sie im auf diese Verstärkerfolien und regt diese zum Leuchten an. Das abgestrahlte Licht kann dann den Film belichten und so die eingesetzte Röntgenstrahlung erheblich besser ausnutzen. Silbernitrat-Filme absorbieren nur einen Teil des Röntgenspektrums, die Verstärkerfolie jedoch auch andere Frequenzen, und ihr blaues sichtbares Licht entspricht dem Empfindlichkeitsmaximum der Filme. Nachteilig ist jedoch, dass der Film durch die Verstärkerfolie gelegentlich überbelichtet wird und die Ortsauflösung der Bilder sinkt. Auch die ca. 1990 aufkommenden Speicherfolien, und zum Teil auch moderne digitale Flachdetektoren, die die Filmkassetten heute überwiegend ersetzt haben, enthalten noch Leuchtstoffe mit Fluoreszenz im sichtbaren Spektrum. Nur in manchen Röntgengeräten – vor allem zur Mammographie – gibt es Flachdetektoren, die die Röntgenquanten direkt in elektrische Ladung umwandeln.